# Estádio de Pituaçu
Het Estádio de Pituaçu (ook Estádio Governador Roberto Santos genoemd) is een multifunctioneel stadion in Salvador, een stad in Brazilië. 
Het stadion wordt vooral gebruikt voor voetbalwedstrijden. In het stadion is plaats voor 32.157 toeschouwers. Het stadion werd geopend in 1979 en gerenoveerd in 2008.